# Thomas de Foix-Lescun

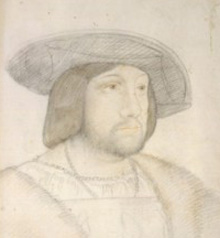
Thomas de Foix-Lescun.

Thomas de Foix-Lescun (1485-1525), Mariscal de Francia más conocido como Lescun. Era hermano de Odet de Foix, Vizconde de Lautrec. 
Nombrado Mariscal de Francia en 1518, participó en la Guerra Italiana de 1521. Dirigió una fuerza de caballería de 400 jinetes a lo largo de la carretera a Milán, con la que intentó flanquear las posiciones de Próspero Colonna en la batalla de Bicoca. Después de conseguir su objetivo, hubo de replegarse ante su aislamiento del resto del ejército.
Tras la batalla, quedó al mando de las tropas francesas en Italia. La posterior pérdida de Génova le obligó a llegar un acuerdo con Francisco I Sforza, por el cual el Castello Sforzesco en Milán, que seguía en manos francesas, rendía armas, y las tropas que había en su interior se retiraban cruzando los Alpes.
Combatió valientemente en la batalla de Pavía, tras la cual fue tomado prisionero. Murió en cautividad, el 3 de marzo de 1525.